# Bezzia eucera
Bezzia eucera är en tvåvingeart som beskrevs av Jean-Jacques Kieffer 1911. Bezzia eucera ingår i släktet Bezzia och familjen svidknott. Inga underarter finns listade i Catalogue of Life.